# Волочиск
Волочиск (укр. Волочиськ) град је Украјини у Хмељничкој области. Према процени из 2012. у граду је живело 19.701 становника.

## Становништво
Према процени, у граду је 2012. живело 19.701 становника.
| 1979.  | 1989.  | 2001.  | 2012.  |
| ------ | ------ | ------ | ------ |
| 17.083 | 23.985 | 20.958 | 19.701 |